# Форт Дефајанс (Аризона)
Форт Дефајанс (енгл. Fort Defiance) насељено је место без административног статуса у америчкој савезној држави Аризона.

## Демографија
По попису из 2010. године број становника је 3.624, што је 437 (-10,8%) становника мање него 2000. године.
| Група             | 2000.      | 2010.     |
| Белци             | 168 (4,1%) | 78 (2,2%) |
| Афроамериканци    | 7 (0,2%)   | 2 (0,1%)  |
| Азијати           | 12 (0,3%)  | 45 (1,2%) |
| Хиспаноамериканци | 55 (1,4%)  | 79 (2,2%) |
| Укупно            | 4.061      | 3.624     |